# Monopera
Monopera es un género con dos especies de plantas de flores perteneciente a la familia Scrophulariaceae. 

## Especies seleccionadas
- Monopera micrantha
- Monopera perennis

- Datos: Q10331911
- Especies: Monopera